# Squeezing Out Sparks
Albums de Graham Parker
The Parkerilla
(1978) The Up Escalator
(1980)
Squeezing Out Sparks est un album de Graham Parker and the Rumour. En accord avec l'énergie punk rock de l'époque, avec un son hard et des paroles abordant des sujets violents, l'album abandonne l'approche R&B des albums précédents, créant leur travail le plus acclamé par la critique. C'est l'album de Parker le plus populaire aux États-Unis, et il apparait sur de nombreuses listes des meilleurs albums de rock.
Squeezing Out Sparks est ressorti au Royaume-Uni en 2001 sur Vertigo/Mercury, avec deux pistes bonus. En plus, en 1996, PolyGram a publié Squeezing Out Sparks + Live Sparks comprenant les dix pistes originales suivies de versions live des mêmes chansons, dans le même ordre, auxquelles s'ajoutent les chansons I Want You Back (Alive) et Mercury Poisoning, elles aussi en live.
Live Sparks est à l'origine sortie en édition limitée, comme disque promotionnel. Des versions studios de I Want You Back (une reprise des Jackson 5) et Mercury Poisoning étaient à l'origine sorties sur un single 45 tours 7" inclus avec les premières copies de l'album.

## Réception
En 2003, l'album est arrivé à la 335e place des 500 meilleurs albums de tous les temps selon le magazine Rolling Stone.

## Liste des pistes

### Face A
| No | Titre                       | Auteur        | Durée |
| -- | --------------------------- | ------------- | ----- |
| 1. | Discovering Japan           | Graham Parker | 3:32  |
| 2. | Local Girls                 | Parker        | 3:44  |
| 3. | Nobody Hurts You            | Parker        | 3:42  |
| 4. | You Can't Be Too Strong     | Parker        | 3:21  |
| 5. | Passion Is No Ordinary Word | Parker        | 4:26  |

### Face B
| No  | Titre                 | Auteur | Durée |
| --- | --------------------- | ------ | ----- |
| 6.  | Saturday Nite Is Dead | Parker | 3:18  |
| 7.  | Love Gets You Twisted | Parker | 3:02  |
| 8.  | Protection            | Parker | 3:54  |
| 9.  | Waiting for the UFOs  | Parker | 3:08  |
| 10. | Don't Get Excited     | Parker | 3:04  |

### Pistes bonus (réédition de 2001)
| No  | Titre             | Auteur          | Durée |
| --- | ----------------- | --------------- | ----- |
| 11. | Mercury Poisoning | Parker          | 3:09  |
| 12. | I Want You Back   | The Corporation | 3:26  |

## Personnel
- Graham Parker – chant, guitare rythmique
- Brinsley Schwarz – guitare, chœurs
- Martin Belmont – guitare rythmique, chœurs
- Bob Andrews – claviers, chœurs
- Steve Goulding – batterie, chœurs
- Andrew Bodnar – guitare basse

## Position dans les charts
Album
| Année | Chart                | Position |
| ----- | -------------------- | -------- |
| 1979  | Billboard Pop Albums | 40       |